# Sagotia
Genre
Classification APG III (2009)
Sagotia est un genre végétal de la famille des Euphorbiaceae, comportant 2 espèces, et dont l'espèce type est Sagotia racemosa Baill..
Le nom Sagotia rend hommage à Paul Antoine Sagot (1821-1888), botaniste, agronome et explorateur français, qui travailla beaucoup sur la Guyane.

## Description
Le genre Sagotia correspond à des arbres, dépourvus de latex, avec des poils simples. 
Les feuilles sont simples, alternes, dépourvues de glandes.
Le limbe a des marges entières.
La nervation est pennée. 
Les inflorescences terminales sont unisexuées ou bisexuées, avec des fleurs pistillées aux nœuds basaux, de type racème (ou parfois panicule pour les fleurs mâles staminées).
Les pédicelles sont longs. 
Dans le cas des plantes monoïques, les fleurs sont unisexuées. 
Les fleurs staminées (mâles ♂) comportent 5 sépales imbriqués et arrondis, 5 pétales arrondis, 20-40 étamines libres, et sont dépourvues de disque nectarifère ou de pistillode.
Les fleurs pistillées (femelles ♀) comportent 5 grands sépales, sont dépourvues de pétales, de disque nectarifère. L'ovaire comporte 3 styles libres et profondément bifide, et contiennent 3 loges avec 1 ovule par loge. 
Le fruit est une capsule, sous-tendue par des sépales persistants et élargis, et contient 3 graines caronculées.

## Liste d'espèces
Selon World Flora Online (WFO) (04 janvier 2022) :
- Sagotia brachysepala (Müll.Arg.) Secco
- Sagotia racemosa Baill.

## Protologue
En 1860, le botaniste Baillon propose le protologue suivant : 
« III. SAGOTIA.

Flores monœci,
Flos masculus : Calyx profunde 5-partitus, laciniis inæqualius; præfloratione imbricata. Petala 5 calycis laciniis alterna, præfloratione imbricata. Stamina numerosa, filamentis brevibus receptaculo convexo insertis, in alabastro erectis ; antheris introrsis, 2-locularibus, longitudine dehiscentibus.
Flos fœminœus : Calyx profunde 5-partitus, laciniis subæqualibus oblongis petaloideis. Ovarium iuclusum breve, 3-loculare, loculis uniovulatis. Styli 3 fere e basi 2-partiti, laciniis crassis glabriusculis erectis, demum patentibus divaricatis subhorizontalibus.
Arbor? guianensis, foliis alternis simplicibus petiolalis stipulaceis. Flores monœci racemosi, racemis terminalibus.
Piguore levi merita memorentur el. Sagot, indefessi Guianæ nostræ gallicæ exploratoris.

Accedupt nonnihil flore masculo : Ricinocarpus Desf., Baloghia Endl. Bertya Planch, et Blachia H. Br.; flora autem fœmineo, inflorescentia, toto denique habitu vatdo discrepant. »
— Henri Ernest Baillon, 1860.